# Supphellebreen

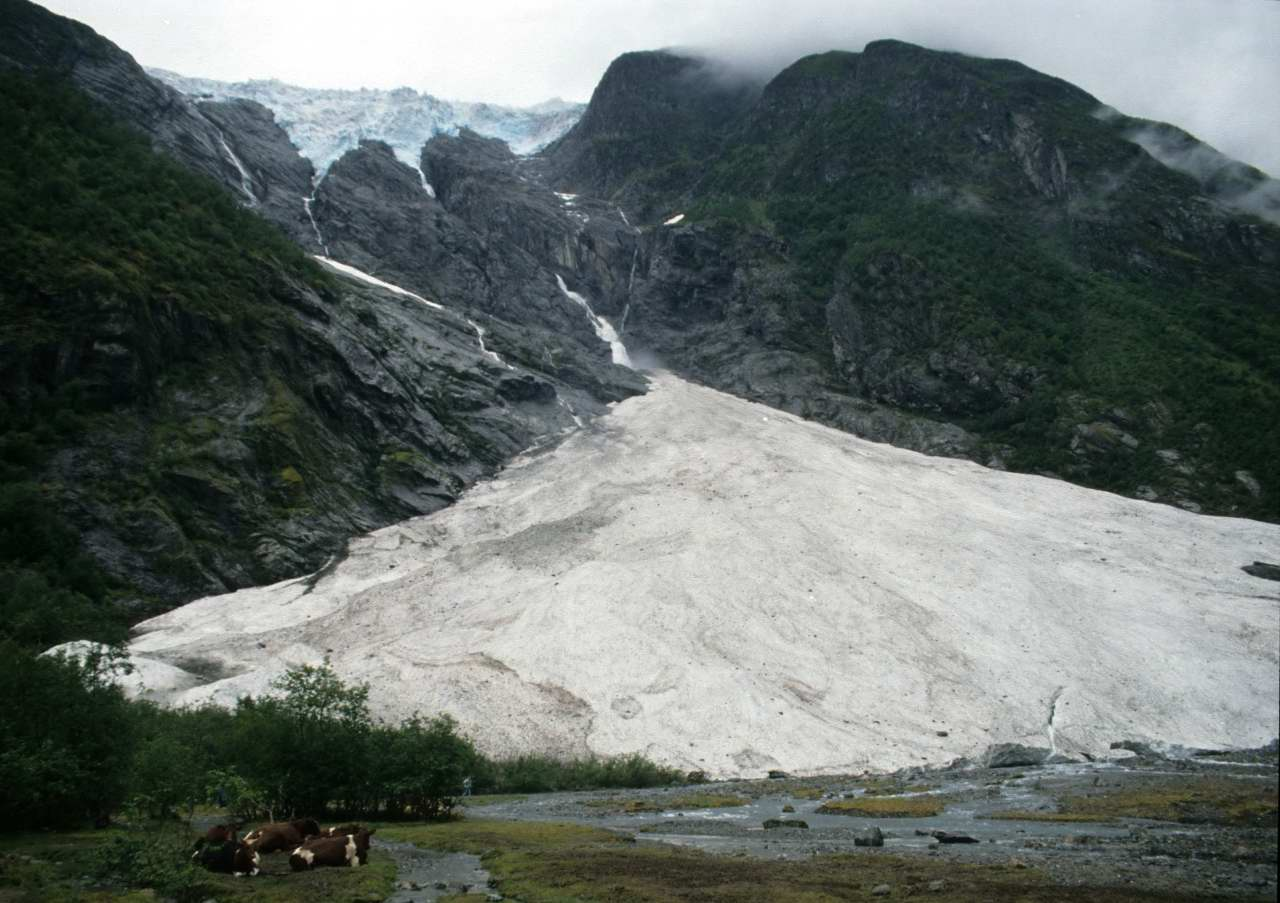
Supphellebreen i Fjærland.

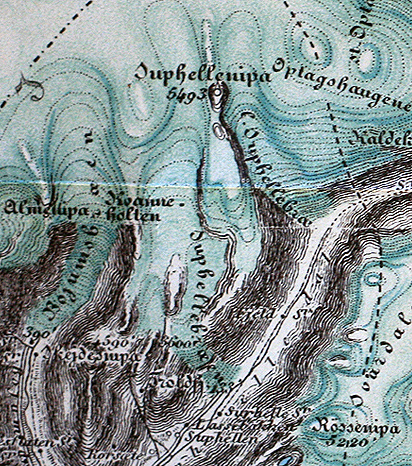
Supphellebreen år 1901.

Supphellebreen är en del av glaciären Jostedalsbreen i Norge. Supphellebreen ligger i Fjærland i Sogndal kommun i Sogn og Fjordane fylke. 
Supphellebreen är delad på mitten, den övre delen förser den nedre med isras. Den övre delen, ca 1000 m ö.h., kallas Flatbreen.